# René Schoof
René Schoof (Den Helder, 8 maggio 1955) è un matematico olandese,  noto particolarmente per l'algoritmo che porta il suo nome.
Si occupa di teoria algebrica dei numeri, geometria algebrica aritmetica, teoria dei numeri computazionale e teoria dei codici.

## Alcune pubblicazioni
- Counting points of elliptic curves over finite fields, Journal des Théories des Nombres de Bordeaux, No. 7, 1995, 219–254, pdf
- Con Gerard van der Geer, Ben Moonen (editors): Number fields and function fields – two parallel worlds, Birkhäuser 2005
- Catalan´s Conjecture, Universitext, Springer, 2008